# Nóttin Langa
Nóttin Langa es un álbum editado en 1989 por el cantante de rock islandés Bubbi Morthens a través de la discográfica Geisli.
Integrado por 12 canciones y con una duración total de 47 minutos y 15 segundos, Nóttin Langa contó con la participación del guitarrista Guðlaugur Kristinn Óttarsson.

## Lista de canciones
1. Háflóð (4:00)
2. Sagan Endurtekur Sig (4:44)
3. Friðargarðurinn (4:37)
4. Sextíu og átta(3:18)
5. Tíu Fingur Ferðast (2:52)
6. Stríðsmenn Morgundagsins (3:14)
7. Þau Vita Það (4:47)
8. Skrifað Í Snjóinn (3:56)
9. Þú Varst Svo Sæt (3:36)
10. Ég Er Að Bíða (3:44)
11. Mér Stendur Ekki (3:51)
12. Ég Vil Fá Þína Sál (3:53)